# Đỗ Lý Khiêm
Đỗ Lý Khiêm (chữ Hán: 杜履謙, ? - 1512), người làng Ngoại Lãng xã Song Lãng huyện Thư Trì, phủ Kiến Xương, trấn Sơn Nam Hạ (nay là làng Ngoại Lãng xã Song Lãng là huyện Vũ Thư tỉnh Thái Bình). Đỗ trạng nguyên khoa thi Kỷ Mùi, niên hiệu Cảnh Thống thứ 2 (1499), đời Lê Hiến Tông. Làm quan đến Phó đô Ngự sử. Đi sứ nhà Minh bị mất ở dọc đường.
Ông là anh ruột của tiến sĩ (đệ tam giáp đồng tiến sĩ), Hội nguyên khoa Mậu Thìn (1508), đời vua Lê Uy Mục, là Đỗ Oánh (tức Đỗ Vinh).